# Clotiazepam
Clotiazepam, ook bekend als merknaam "Clozan" is een thienobenzodiazepine, een analogon van benzodiazepinen. De molecule van benzodiazepines bestaat uit een benzeenring. Bij een thiënobenzodiazepine is dat vervangen door een thiofeenring. Deze groep medicijnen hebben zoals de benzodiazepines sederende en anxiolytische eigenschappen.
Clotiazepam wordt voorgeschreven voor slaapstoornissen of angststoornissen. Ze zijn in tabletvorm verkrijgbaar in 5 en 10 milligram.

## Dosering
Bij slaapstoornissen bedraagt de normale dosering 5 tot 10 mg. Bij angststoornissen wordt er 10 tot 15 mg als normale dosis voorgeschreven in 2 of 3 giften. Behoudens andersluidend advies van de arts mag de behandelingsduur niet langer zijn dan 8 tot 12 weken.